# Lista de Regimentos do Exército Português nas Guerras Napoleônicas
Esta lista mostra os regimentos que o Exército Português tinha durante as Guerras Napoleônicas.

## Regimentos de Infantaria
| Número | Nome                                                                                      | Data de criação | sucessor moderno               |
| ------ | ----------------------------------------------------------------------------------------- | --------------- | ------------------------------ |
| 1      | Regimento de Infantaria de Lippe 1763-1806 <br> Regimento de Infantaria n.º 1             | Criado em 1663  | Regimento de Infantaria n.º 1  |
| 2      | Regimento de Infantaria de Lagos 1763-1806 <br> Regimento de Infantaria n.º 2             | Criado em 1693  |                                |
| 3      | 1º Regimento de Infantaria de Olivença 1763-1806 <br> Regimento de Infantaria n.º 3       | Criado em 1641  |                                |
| 4      | Regimento de Infantaria de Freire 1763-1806 <br> Regimento de Infantaria n.º4             | Criado em 1659  |                                |
| 5      | 1º Regimento de Infantaria de Elvas 1763-1806 <br> Regimento de Infantaria n.º 5          | Criado em 1641  |                                |
| 6      | 1º Regimento de Infantaria do Porto 1763-1806 <br> Regimento de Infantaria n.º 6          | Criado em 1659  |                                |
| 7      | Regimento de Infantaria de Setúbal 1763-1806 <br> Regimento de Infantaria n.º 7           | Criado em 1668  |                                |
| 8      | Regimento de Infantaria de Castelo de Vide 1763-1806 </br> Regimento de Infantaria n.º 8  | Criado em 1641  |                                |
| 9      | Regimento de Infantaria de Viana 1763-1806 </br> Regimento de Infantaria n.º 9            | Criado em 1641  |                                |
| 10     | Regimento de Infantaria de Lisboa 1801-1806 </br> Regimento de Infantaria n.º 10          | Criado em 1801  |                                |
| 11     | Regimento de Infantaria de Penamacor 1763-1806 </br> Regimento de Infantaria n.º 11       | Criado em 1643  |                                |
| 12     | Regimento de Infantaria de Chaves 1763-1806 </br> Regimento de Infantaria n.º 12          | Criado em 1643  | Regimento de Infantaria n.º 19 |
| 13     | 1º Regimento de Infantaria de Peniche 1763-1806 </br> Regimento de Infantaria n.º 13      | Criado em 1659  | Regimento de Infantaria n.º 13 |
| 14     | Regimento de Infantaria de Tavira 1763-1806 </br> Regimento de Infantaria n.º 14          | Criado em 1657  |                                |
| 15     | 2º Regimento de Infantaria de Olivença 1763-1806 </br> Regimento de Infantaria n.º 15     | Criado em 1641  | Regimento de Infantaria n.º 15 |
| 16     | 1º Regimento de Infantaria de Vieira Teles 1763-1806 </br> Regimento de Infantaria n.º 16 | Criado em 1668  |                                |
| 17     | 2º Regimento de Infantaria de Setúbal 1763-1806 </br> Regimento de Infantaria n.º 17      | Criado em 1641  |                                |
| 18     | 2º Regimento de Infantaria do Porto 1763-1806 </br> Regimento de Infantaria n.º 18        | Criado em 1659  |                                |
| 19     | Regimento de Infantaria de Cascais 1763-1806 </br> Regimento de Infantaria n.º 19         | Criado em 1641  |                                |
| 20     | Regimento de Infantaria de Campo Maior 1801-1806 </br> Regimento de Infantaria n.º 20     | Criado em 1841  |                                |
| 21     | Regimento de Infantaria de Valença 1763-1806 </br> Regimento de Infantaria n.º 21         | Criado em 1657  |                                |
| 22     | Regimento de Infantaria de Serpa 1763-1806 </br> Regimento de Infantaria n.º 22           | Criado em 1641  |                                |
| 23     | 1º Regimento de Infantaria de Almeida 1763-1806 </br> Regimento de Infantaria n.º 23      | Criado em 1641  |                                |
| 24     | Regimento de Infantaria de Bragança 1763-1806 </br> Regimento de Infantaria n.º 24        | Criado em 1664  | Regimento de Infantaria n.º 19 |

## Regimentos de Cavalaria
| Número | Nome                                                                               | Data de criação | Sucessor (2014)              |
| ------ | ---------------------------------------------------------------------------------- | --------------- | ---------------------------- |
| 1      | Regimento de Cavalaria de Alcântara 1707-1806 </br> Regimento de Cavalaria n.º 1   | Criado em 1707  |                              |
| 2      | Regimento de Cavalaria de Moura 1715-1806 </br> Regimento de Cavalaria n.º 2       | Criado em 1715  |                              |
| 3      | Regimento de Cavalaria de Olivença 1715-1806 </br> Regimento de Cavalaria n.º 3    | Criado em 1715  | Regimento de Cavalaria n.º 3 |
| 4      | Regimento de Cavalaria de Meclemburgo 1762-1806 </br> Regimento de Cavalaria n.º 4 | Criado em 1762  | Regimento de Cavalaria n.º 4 |
| 5      | Regimento de Cavalaria de Évora 1715-1806 </br> Regimento de Cavalaria n.º 5       | Criado em 1715  |                              |
| 6      | Regimento de Cavalaria Bragança 1715-1806 </br> Regimento de Cavalaria n.º 6       | Criado em 1715  | Regimento de Cavalaria n.º 6 |
| 7      | Regimento de Cavalaria do Cais 1707-1806 </br> Regimento de Cavalaria n.º 7        | Criado em 1707  |                              |
| 8      | Regimento de Cavalaria de Elvas 1715-1806 </br> Regimento de Cavalaria n.º 8       | Criado em 1715  |                              |
| 9      | Regimento de Cavalaria de Chaves 1715-1806 </br> Regimento de Cavalaria n.º 9      | Criado em 1715  |                              |
| 10     | Regimento de Cavalaria de Santarém 1707-1806 </br> Regimento de Cavalaria n.º 10   | Criado em 1707  |                              |
| 11     | Regimento de Cavalaria de Almeida 1707-1806 </br> Regimento de Cavalaria n.º 11    | Criado em 1707  |                              |
| 12     | Regimento de Cavalaria de Miranda 1763-1806 </br> Regimento de Cavalaria n.º 12    | Criado em 1743  |                              |

## Regimentos de Artilharia
| Número | Nome                                                                                   | Data de criação | Sucessor (2014)               |
| ------ | -------------------------------------------------------------------------------------- | --------------- | ----------------------------- |
| 1      | Regimento de Artilharia da Corte 1763-1806 </br> Regimento de Artilharia n.º 1         | Criado em 1677  |                               |
| 2      | Regimento de Artilharia do Algarve 1774-1806 </br> Regimento de Artilharia n.º 2       | Criado em 1718  |                               |
| 3      | Regimento de Artilharia do Alentejo 1708-1806 </br> Regimento de Artilharia n.º 3      | Criado em 1708  |                               |
| 4      | Regimento de Artilharia do Porto 1763-1806 </br> Regimento de Artilharia n.º 4         | Criado em 1763  | Regimento de Artilharia n.º 5 |
| 5      | Regimento de Artilharia do Exército 1791-1797 </br> Regimento de Artilharia de Marinha | Criado em 1791  |                               |

## Batalhões de Caçadores
| Número | Nome                                                                            | Data de criação | Sucessor (2014) |
| ------ | ------------------------------------------------------------------------------- | --------------- | --------------- |
| 1      | Regimento de Voluntários de Portalegre 1808 </br> Batalhão de Caçadores n.º 1   | Criado em 1808  |                 |
| 2      | (parte da Legião Transtagana) 1808 </br> Batalhão de Caçadores n.º 2            | Criado em 1808  |                 |
| 3      | Companhia de Caçadores de Vila Real 1808 </br> Batalhão de Caçadores n.º 3      | Criado em 1801  |                 |
| 4      | Batalhão de Caçadores da Beira 1808 </br> Batalhão de Caçadores n.º 4           | Criado em 1808  |                 |
| 5      | (parte da Legião Transtagana) 1808 </br> Batalhão de Caçadores n.º 5            | Criado em 1808  |                 |
| 6      | Batalhão de Caçadores do Porto 1808 </br> Batalhão de Caçadores n.º 6           | Criado em 1808  |                 |
| 7      | 1º Batalhão da Leal Legião Lusitana 1809-1811 </br> Batalhão de Caçadores n.º 7 | Criado em 1809  |                 |
| 8      | 2º Batalhão da Leal Legião Lusitana 1809-1811 </br> Batalhão de Caçadores n.º 8 | Criado em 1809  |                 |
| 9      | Restos da Leal Legião Lusitana 1809-1811 </br> Batalhão de Caçadores n.º 9      | Criado em 1809  |                 |
| 10     | Batalhão de Caçadores de Aveiro 1811 </br> Batalhão de Caçadores n.º 10         | Criado em 1811  |                 |
| 11     | Batalhão de Caçadores da Feira 1811 </br> Batalhão de Caçadores n.º 11          | Criado em 1811  |                 |
| 12     | Batalhão de Caçadores de Ponte de Lima 1811 </br> Batalhão de Caçadores n.º 12  | Criado em 1811  |                 |